# Conrad Beckmann (Politiker)
Conrad Beckmann (* 4. April 1900 in Hannover; † 2. April 1950 in Osnabrück) war ein deutscher Politiker (SPD).

## Leben
Conrad Beckmann besuchte eine katholische Volksschule und begann nach seinem Schulabschluss eine Lehre im Schlosserhandwerk. Seit 1922 war er  im Baugewerbe tätig und gewerkschaftlich bereits seit seiner Lehrzeit organisiert. Im Jahr 1919 wurde er Mitglied der SPD. Zwischen 1924 und 1925 besuchte er die staatliche Wirtschaftsschule in Düsseldorf. Seit 1927 war er Geschäftsführer des Deutschen Baugewerksbundes. Später war er Geschäftsführer bei der Bauhütte Niedersachsen, wurde jedoch nach der Machtergreifung 1933 fristlos entlassen.
Während der Zeit des Nationalsozialismus wurde Beckmann mehrmals verhaftet, zuletzt im Jahr 1944.
Nachdem er einen landwirtschaftlichen Betrieb gegründet hatte, beteiligte er sich in der Nachkriegszeit am Aufbau der SPD.
Beckmann wurde Mitglied des ernannten Hannoverschen Landtages vom 23. August 1946 bis 29. Oktober 1946. Er wurde ferner Mitglied des ernannten Niedersächsischen Landtages vom 9. Dezember 1946 bis zum 28. März 1947.